# Sax-a-go-go
Sax-a-go-go is een muziekalbum van de saxofoniste Candy Dulfer uit 1993. Het is de opvolger van Saxuality waarmee ze wereldwijd doorbrak.
Het album stond 18 weken in de Nederlandse Album Top 100, met plaats 6 als hoogste notering, en bereikte ook in andere landen de hitlijsten. Dankzij dit album werd ze voor de derde maal onderscheiden met de Conamus Exportprijs.
Met dit album bouwde Dulfer haar smooth jazz-stijl verder uit onder invloed van muziekgenres als hiphop en dance en de gebruikmaking van een synthesizer en drummachine. Ook op dit album werkte ze opnieuw met de multi-instrumentalist en producer Ulco Bed. 

## Nummers
| Nummer | Naam                  | Duur |
| ------ | --------------------- | ---- |
| A1     | 2 funky               | 4:50 |
| A2     | Sax-a-go-go           | 4:55 |
| A3     | Mister Marvin         | 5:34 |
| A4     | Man in the dessert    | 5:35 |
| A5     | Bob's Jazz            | 4:52 |
| B1     | Jamming               | 5:23 |
| B2     | I can't make you love | 4:32 |
| B3     | Pick up the pieces    | 4:13 |
| B4     | Compared to what      | 5:57 |
| B5     | Sunday afternoon      | 8:07 |